# Comunità montana Monti Lepini, Ausoni e Valliva
La XXI Comunità Montana Monti Lepini, Ausoni e Valliva è una delle comunità montane del Lazio, in provincia di Frosinone.